# 1er février 1977
Le mardi 1 février 1977 est le 32e jour de l'année 1977.

## Naissances
- Abdelghani Merah, activiste social
- Adam Rayner, acteur britannique
- Anne-Claire Coudray, présentatrice des journaux du week-end de TF1
- Brandon Darner, batteur américain
- Bruno Carrara, fondeur italien
- Cristina Casandra, athlète roumaine
- Elena Krivochei, gymnaste rythmique russe
- Katarzyna Kotula, enseignante et militante politique polonaise
- Kevin Kilbane, joueur de football irlandais
- Lari Ketner (mort le 10 octobre 2014), joueur de basket-ball américain
- Li Xuemei, sprinteuse chinoise
- Libor Sionko, footballeur tchèque
- Max von Schlebrügge, footballeur suédois
- Mimi Kopperud Slevigen, handballeuse norvégienne
- Phil Ivey, joueur de poker américain
- Ramin Guluzade, homme politique azerbaïdjanais
- Robert Traylor (mort le 11 mai 2011), joueur de basket-ball américain
- Soetkin Collier, chanteuse belge
- Sonja Silva, actrice, présentatrice et mannequin néerlandaise
- Stéphane Soo Mongo, acteur français

## Décès
- Éric Weil (né le 8 juin 1904), philosophe français, émigré d’Allemagne
- Edmond Hamilton (né le 21 octobre 1904), écrivain de science-fiction américain
- Eleanora Carus-Wilson (née le 27 décembre 1897), historienne canadienne-britannique
- Irv Spector (né le 11 juillet 1914), scénariste, réalisateur et producteur américain
- Jean Bartolini (né le 10 janvier 1899), homme politique français
- Jean Rodhain (né le 29 janvier 1900), prêtre catholique français
- Manuel Soeiro (né le 17 mars 1909), footballeur portugais

## Événements
- Sortie de l'album Body Love de Klaus Schulze
- Sortie de la chanson Calling Dr. Love de Kiss
- Création du Yokohama Stadium